# Nerija Stasiulienė
Nerija Stasiulienė (* 24. April 1972 in Tauragė) ist eine litauische  Verwaltungsjuristin und linke Politikerin, Vizeministerin, stellvertretende Gesundheitsministerin.

## Leben
Nach dem Abitur an der  Mittelschule  absolvierte sie von 1991 bis 1996 das Diplomstudium der Rechtswissenschaft an der Universität Vilnius in der litauischen Hauptstadt Vilnius.
Im Jahr 1997 trat sie als Senior-Spezialistin in das Gesundheitsministerium Litauens ein und setzte ihre Karriere später als stellvertretende Leiterin der Rechtsabteilung, Leiterin der Rechtsabteilung und Direktorin der Rechtsabteilung fort. Neben der gesetzgeberischen und rechtlichen Vertretung war sie für die Personalverwaltung und eine Zeit lang für die internationale Zusammenarbeit zuständig.
Stasiulienė arbeitete auch als Juristin bei der Stadtverwaltung von Vilnius, als Personalreferentin in der Regierungskanzlei der Republik Litauen und als Dozentin an der Medizinischen Fakultät der Universität Vilnius. Sie arbeitete in der Seimas-Kanzlei als Beraterin von Julius Sabatauskas, Mitglied des Seimas, dann als leitende Beraterin von Julius Sabatauskas, stellvertretender Vorsitzender des Seimas. 
Seit 2015 ist sie Mitglied der LSDP. Seit 2024 ist sie Mitglied des Stadtrats von Vilnius.
Seit 2024 ist sie  Vizeministerin, Stellvertreterin von Gesundheitsministerin Marija Jakubauskienė im Kabinett Paluckas, geleitet von Gintautas Paluckas. 
Sie ist verheiratet.
Sie spricht polnisch, russisch und englisch.